# Marca del Nord

La marca del Nord (rossa) all'incirca all'inizio dell'XI secolo, tra la marca di Billung a nord e la marca orientale sassone (Marca di Lusazia) a sud.

La marca del Nord (in tedesco Nordmark) fu creato dalla divisione della vasta Marca Geronis nel 965. Inizialmente comprendeva la parte settentrionale della Marca (approssimativamente corrispondente allo stato moderno del Brandeburgo) e faceva parte dell'organizzazione territoriale delle aree conquistate dai Venedi. La marca era incentrata attorno alla diocesi di Brandeburgo. La ribellione slava del 983 dei liutici fece cessare il controllo tedesco sulla regione fino alla fondazione della marca di Brandeburgo da parte di Alberto l'Orso nel XII secolo.

## Contesto

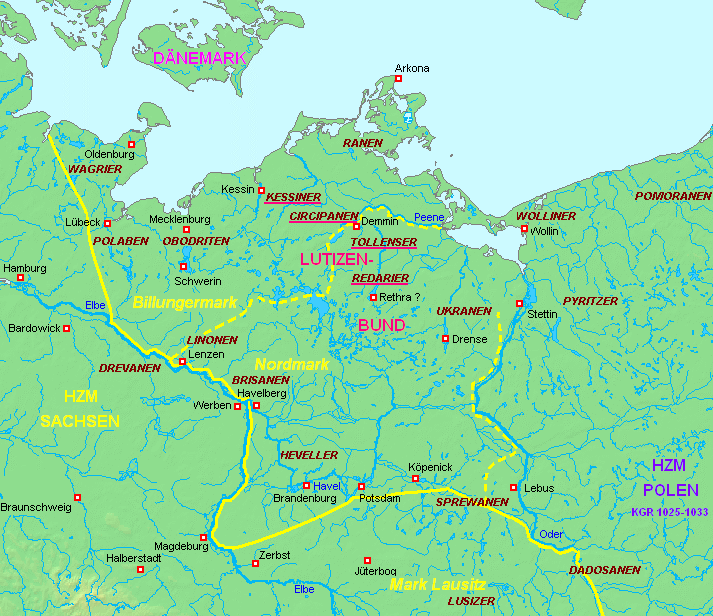
Le tribù del Nord e la marca di Billung durante la rivolta di Lutici del 983

Durante le invasioni barbariche del V secolo, molti popoli germanici iniziarono a migrare verso la frontiera romana. Nel nord-est le terre lasciate da questi popoli furono occupate principalmente dai popoli slavi (Veleti ed in seguito Lutici). Gli slavi erano presenti nell'area di Brandeburgo nel 720, dopo l'arrivo degli Avari in Europa. Questi slavi erano arrivati attraverso la Moravia, regione in cui si erano insediati a metà del settimo secolo. I resti del popolo germanico dei Semnoni furono assorbiti in questi gruppi slavi.
Il popolo che si stabilì sul fiume Sprea divenne noto come Sprevani. Si stabilirono a est della linea formata dai fiumi Havel e Nuthe, nelle attuali regioni di Barnim e Teltow. Costruirono la loro fortificazione principale alla confluenza dei fiumi Sprea e Dahme a Köpenick. Gli Evelli vivevano a ovest di quella linea, nelle attuali regioni di Havelland e Zauche. Furono chiamati Habelli per l'antico nome germanico del fiume "Habula" (Havel). Essi chiamavano sé stessi Stodoranie . Costruirono la loro fortificazione principale a "Brenna" (l'attuale Brandeburgo). Gli Evelli costruirono anche un grande avamposto nell'attuale sito della cittadella di Spandau a Berlino. Gli Sprevani e gli Hevelli non solo combatterono contro i loro vicini tedeschi, ma anche contro altri popoli slavi.

## Storia della marca del Nord

### Costituzione e perdita, 965–983
Dopo le guerre sassoni dell'808 Carlo Magno conferì alle tribù slave alleate (come gli Obotriti) parte delle terre sassoni tra l'Elba e il Mar Baltico. Seguì un periodo di pace nella regione. Le diocesi di Brandeburgo e Havelberg furono istituite intorno al 940 e iniziarono la cristianizzazione degli slavi pagani.
Enrico I di Sassonia conquistò il Brandeburgo nel 928-929 e impose un tributo alle tribù fino all'Oder. Nel 948 suo figlio Ottone I impose il controllo tedesco sui restanti e numerosi popoli slavi pagani, che furono chiamati collettivamente Slavi o Venedi dai contemporanei. Gli insediamenti slavi come Brenna, Budišin (Bautzen) e Chotebuž (Cottbus) passarono sotto il controllo tedesco attraverso l'insediamento di margravi. La funzione principale dell'ufficio margraviale era quella di difendere e proteggere le marche (distretti di frontiera) del Regno di Germania. Dopo la morte del margravio Gero I il Grande nel 965, la sua marca Geronis fu divisa da Ottone in cinque margraviati più piccoli. La marca del Nord fu una di queste: le altre erano la marca orientale sassone (marca di Lusazia), la marca di Merseburgo, la marca di Meißen e la marca di Zeitz.
La ribellione del 983, iniziata dai Lutici, portò alla cancellazione delle marche del Nord e di Billung e delle corrispondenti diocesi, sebbene continuarono ad essere ancora nominati vescovi e margravi titolari. Fino al crollo dell'alleanza con i Liutizi a metà dell'XI secolo, l'espansione tedesca nella direzione in cui era presente la marca del Nord non proseguì e i Venedi a est dell'Elba rimasero indipendenti per circa 150 anni.

### Marca di Brandeburgo
All'inizio del XII secolo, i re tedeschi ristabilirono il controllo sulle terre abitate dagli slavi ai confini orientali del Sacro Romano Impero. Nel 1134, sulla scia della crociata dei Venedi del 1147, il magnate tedesco Alberto l'Orso ottenne la marca del Nord dall'imperatore Lotario III. Gli slavi furono successivamente assimilati dai coloni tedeschi durante l'Ostsiedlung. La Chiesa grazie ad Alberto istituì delle diocesi nella zona, che con le loro città murate proteggevano i cittadini dagli attacchi esterni. Con l'arrivo di monaci e vescovi inizia di nuovo la storia della città di Brandeburgo, da cui si sviluppò l'omonimo margraviato.
Il controllo di Alberto sulla regione fu nominale per diversi decenni, ma si impegnò in diverse azioni militari e diplomatiche contro i Venedi, riuscendo entro la metà del secolo a stabilire un potere più concreto sull'area. Nel 1150 Alberto ereditò formalmente Brandeburgo dal suo ultimo sovrano degli Evelli, il cristiano Pribislav. Alberto e i suoi discendenti della dinastia degli ascanidi fecero notevoli progressi nella cristianizzazione.

## Elenco dei margravi
I margravi del Nordmark erano strettamente legati sia ai conti di Stade, molti titolari anche della marca, sia ai conti di Walbeck. I primi conti e margravi sono menzionati da Tietmaro di Merseburgo, un discendente dei conti di Stade.
Sotto Alberto, la marca fu ampliata con l'acquisizione delle terre slave intorno al Brandeburgo nel 1157. La marca divenne un possedimento ereditario della dinastia di Alberti, gli Ascanidi, e fu chiamata marca di Brandenburgo.
Per un elenco delle consorti dei margravi, vedi Elenco di consorti del Brandeburgo.